# Circuitos frontoestriatais
Circuitos frontoestriatais são vias neurais que conectam as regiões do lobo frontal com os núcleos da base (estriado ) que medeiam funções motoras, cognitivas e comportamentais dentro do cérebro. Eles recebem insumos de grupos de células dopaminérgicas, serotoninérgicas, noradrenérgicas e colinérgicas que modulam o processamento de informações. Os circuitos frontoestriatais fazem parte das funções executivas. As funções executivas incluem: seleção e percepção de informações importantes, manipulação de informações na memória de trabalho, planejamento e organização, controle comportamental, adaptação às mudanças e tomada de decisões. Esses circuitos estão envolvidos em distúrbios neurodegenerativos, como a doença de Alzheimer e a doença de Parkinson, além de transtornos neuropsiquiátricos, incluindo esquizofrenia, depressão, transtorno obsessivo-compulsivo (TOC) e transtorno do déficit de atenção e hiperatividade (TDAH).

## Anatomia

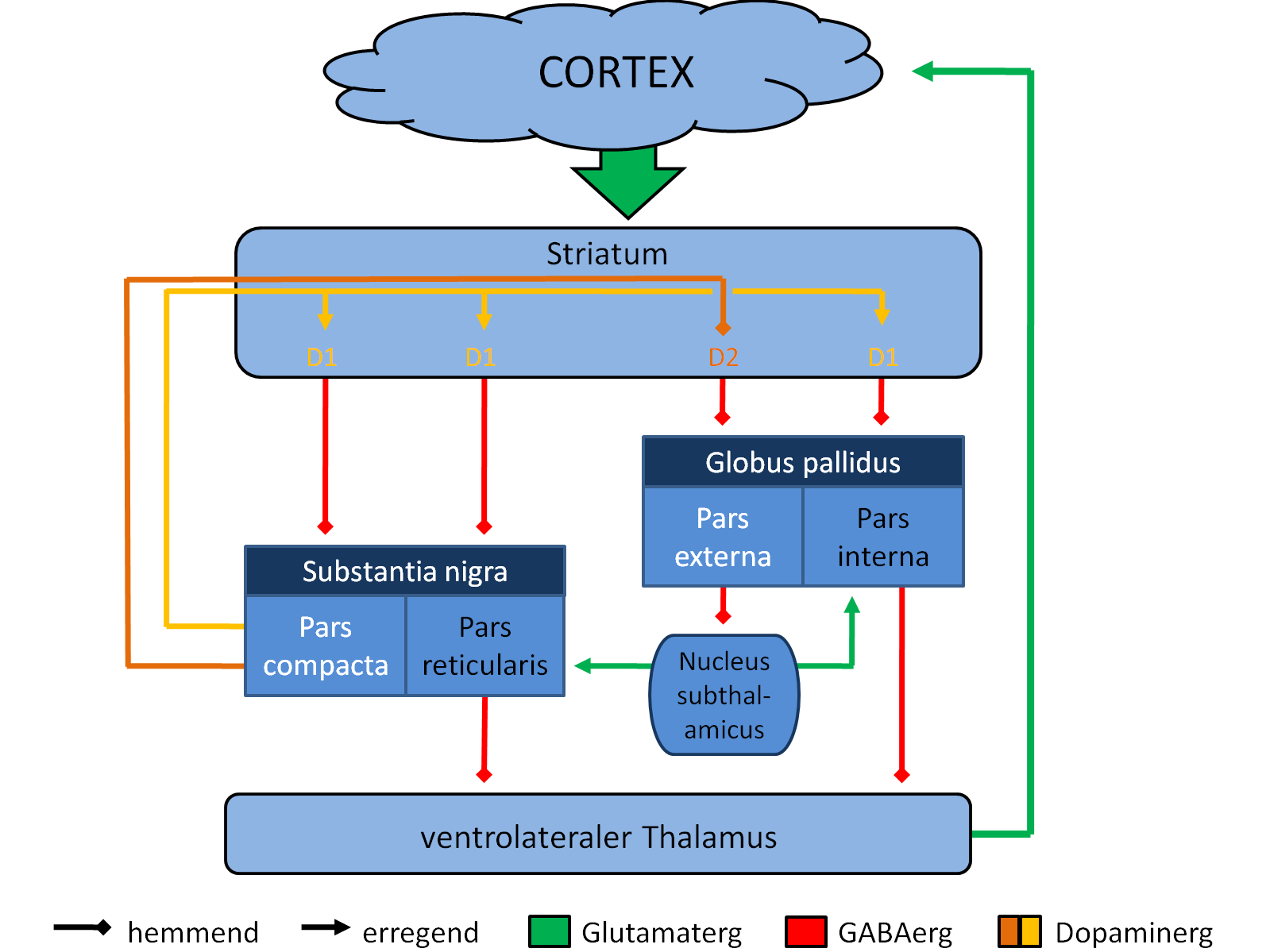
Diagrama simplificado do córtex frontal para o estriado até as vias do tálamo.

Existem cinco circuitos frontoestriatais definidos: os circuitos motor e oculomotor originados nos campos oculares frontais estão envolvidos nas funções motoras; enquanto os circuitos dorsolateral pré-frontal, frontal orbital e cingulado anterior estão envolvidos em funções executivas, comportamento social e estados motivacionais. Esses cinco circuitos compartilham as mesmas estruturas anatômicas. Esses circuitos se originam no córtex pré-frontal e se projetam para o corpo estriado, seguido pelo globo pálido e pela substância negra e finalmente até o tálamo. Há também ciclos de retroalimentação do tálamo de volta ao córtex pré-frontal completando os circuitos de circuito fechado. Além disso, existem conexões abertas para esses circuitos integrando informações de outras áreas do cérebro.

## Função
O papel dos circuitos frontoestriatais não é bem compreendido. Duas das teorias comuns são a seleção de ações e o aprendizado por reforço. A hipótese de seleção de ações sugere que o córtex frontal gera ações possíveis e o estriado seleciona uma dessas ações inibindo a execução de outras ações, permitindo a execução da ação selecionada. Enquanto que as hipóteses de aprendizado por reforço sugerem que os erros de previsão são usados para atualizar expectativas futuras de recompensa para ações selecionadas e isso orienta a seleção de ações com base nas expectativas de recompensa.
O córtex pré-frontal ventromedial e suas conexões com o estriado ventral e a amígdala são importantes no processamento afetivo-emocional. Eles são responsáveis pela elaboração do plano de ações responsável pelo comportamento direcionado aos objetivos. Nos circuitos de movimento ocular, o córtex pré-frontal e o córtex cingulado anterior fornecem o controle cognitivo da atenção e dos movimentos oculares, enquanto o corpo estriado e o tronco cerebral iniciam os movimentos oculares. Recrutamento reduzido do córtex pré-frontal, enquanto funções do tronco cerebral relativamente intactas durante o desempenho da tarefa contribuem para déficits no controle voluntário de movimentos sacádicos em indivíduos com autismo.
Verificou-se que a autoestima está relacionada à conectividade dos circuitos frontoestriatais, sugerindo que sentimentos de autoestima podem emergir de sistemas neurais que integram informações sobre o self com afeto e recompensa positivos.

### Circuito pré-frontal dorsolateral
Este circuito é importante em funções executivas, incluindo resolução de problemas complexos, aprendendo novas informações, planejando com antecedência, evocando memórias remotas, respondendo com comportamento adequado e ordenando cronologicamente os eventos.

### Circuito frontal orbital
Este circuito conecta os sistemas de monitoramento frontal ao sistema límbico. A disfunção desse circuito geralmente resulta em mudança de personalidade, incluindo desinibição comportamental, labilidade emocional, explosões agressivas, falta de discernimento e falta de sensibilidade interpessoal.

### Circuito cingulado anterior
Este circuito medeia comportamento motivado, seleção de resposta, detecção de erro, monitoramento de desempenho e competição, memória de trabalho e detecção de novidades. Disfunção neste circuito leva à diminuição da motivação, incluindo apatia proeminente, indiferença à dor, sede ou fome, falta de movimentos espontâneos e verbalização.